# Железара (квартал)
Железара (на македонска литературна норма: Железара) е квартал на град Скопие в западната част на община Гази Баба. Наречен е на железарията, която е в непосредствена близост. Железара граничи с кварталите Автокоманда на юг, на изток и североизток с железарията Макстил, на север с Бутел 2, а на запад с Парк „Гази баба“.

## Обекти
- „Сретение Господне“ - започната на 15 февруари 2016;[1]
- ОУ „Григор Прличев“ – основно училиште;
- Калинка – детска градинка;
- РеМедика – първата частна обща болница;